# Apolania
Apolania là một chi nhện trong họ Ctenidae.